# Bofossou
Bofossou es una localidad de la prefectura de Macenta en la región de Nzérékoré, Guinea, con una población censada en marzo de 2014 de 13 803 habitantes.
Se encuentra ubicada al sur del país, cerca de la frontera con Liberia y Costa de Marfil.